# 일본의 사립 대학 목록
다음은 일본의 사립 대학 목록이다.

## 홋카이도
- 이쿠에이칸 대학 (育英館大学)
- 삿포로 대학 (札幌大学)
- 삿포로 오타니 대학 (札幌大谷大学)
- 삿포로 가쿠인 대학 (札幌学院大学)
- 삿포로 국제대학 (札幌国際大学)
- 세이사 도토 대학 (星槎道都大学)
- 덴시 대학 (天使大学)
- 일본 적십자 홋카이도 간호대학 (日本赤十字北海道看護大学)
- 하코다테 대학 (函館大学)
- 후지 여자대학 (藤女子大学)
- 호쿠쇼 대학 (北翔大学)
- 호쿠요 대학 (北洋大学)
- 호쿠세이 가쿠엔 대학 (北星学園大学)
- 홋카이 가쿠엔 대학 (北海学園大学)
- 홋카이 상과대학 (北海商科大学)
- 홋카이도 의료대학 (北海道医療大学)
- 홋카이도 과학대학 (北海道科学大学)
- 홋카이도 정보대학 (北海道情報大学)
- 홋카이도 분쿄 대학 (北海道文教大学)
- 라쿠노 가쿠엔 대학 (酪農学園大学)
- 러시아 극동연방종합대학 하코다테 분교 (ロシア極東連邦総合大学函館校)

## 도호쿠
- 아오모리 대학 (青森大学)
- 아오모리 주오 가쿠인 대학 (青森中央学院大学)
- 시바타 가쿠엔 대학 (柴田学園大学)
- 하치노헤 가쿠인 대학 (八戸学院大学)
- 하치노헤 공업대학 (八戸工業大学)
- 히로사키 의료복지대학 (弘前医療福祉大学)
- 히로사키 가쿠인 대학 (弘前学院大学)
- 이와테 의과대학 (岩手医科大学)
- 이와테 보건의료대학 (岩手保健医療大学)
- 후지 대학 (富士大学)
- 모리오카 대학 (盛岡大学)
- 이시노마키 센슈 대학 (石巻専修大学)
- 쇼케이 가쿠인 대학 (尚絅学院大学)
- 센다이 대학 (仙台大学)
- 센다이 시라유리 여자대학 (仙台白百合女子大学)
- 도호쿠 가쿠인 대학 (東北学院大学)
- 도호쿠 공업대학 (東北工業大学)
- 도호쿠 세이카쓰 분카 대학 (東北生活文化大学)
- 도호쿠 복지대학 (東北福祉大学)
- 도호쿠 분카 가쿠엔 대학 (東北文化学園大学)
- 도호쿠 의과약학대학 (東北医科薬科大学)
- 미야기 가쿠인 여자대학 (宮城学院女子大学)
- 아키타 간호복지대학 (秋田看護福祉大学)
- 일본 적십자사 아키타 간호복지대학 (日本赤十字秋田看護大学)
- 노스아시아 대학 (ノースアジア大学)
- 도호쿠 예술 공과 대학 (東北芸術工科大学)
- 도호쿠 공익 문과 대학 (東北公益文科大学)
- 도호쿠 분쿄 대학 (東北文教大学)
- 이료 소세이 대학 (医療創生大学)
- 오우 대학 (奥羽大学)
- 고리야마 여자대학 (郡山女子大学)
- 히가시닛폰 국제대학 (東日本国際大学)
- 후쿠시마 학원대학 (福島学院大学)

## 호쿠리쿠
- 게이와 학원대학 (敬和学園大学)
- 나가오카 대학 (長岡大学)
- 나가오카 스토쿠 대학 (長岡崇徳大学)
- 니가타 의료복지대학 (新潟医療福祉大学)
- 니가타 경영대학 (新潟経営大学)
- 니가타 공과대학 (新潟工科大学)
- 니가타 국제정보대학 (新潟国際情報大学)
- 니가타 산교 대학 (新潟産業大学)
- 니가타 식량 농업 대학 (新潟食料農業大学)
- 니가타 세이료 대학 (新潟青陵大学)
- 니가타 약과대학 (新潟薬科大学)
- 다카오카 법과대학 (高岡法科大学)
- 도야마 국제대학 (富山国際大学)
- 가나자와 의과대학 (金沢医科大学)
- 가나자와 가쿠인 대학 (金沢学院大学)
- 가나자와 공업대학 (金沢工業大学)
- 가나자와 세이료 대학 (金沢星稜大学)
- 긴조 대학 (金城大学)
- 호쿠리쿠 대학 (北陸大学)
- 호쿠리쿠 가쿠인 대학 (北陸学院大学)
- 진아이 대학 (仁愛大学)
- 후쿠이 의료대학 (福井医療大学)
- 후쿠이 공업대학 (福井工業大学)

## 간토
- 이바라키 기독교 대학 (茨城キリスト教大学)
- 쓰쿠바 가쿠인 대학 (筑波学院大学)
- 쓰쿠바 국제대학 (つくば国際大学)
- 도키와 대학 (常磐大学)
- 일본웰니스스포츠대학 (日本ウェルネススポーツ大学)
- 류쓰케이자이 대학 (流通経済大学)
- 아시카가 대학 (足利大学)
- 우쓰노미야 교와 대학 (宇都宮共和大学)
- 국제의료복지대학 (国際医療福祉大学)
- 사쿠신 가쿠인 대학 (作新学院大学)
- 지치 의과대학 (自治医科大学)
- 돗쿄 의과대학 (獨協医科大学)
- 하쿠오 대학 (白鷗大学)
- 분세이 예술대학 (文星芸術大学)
- 이쿠에이 대학 (育英大学)
- 간토 가쿠엔 대학 (関東学園大学)
- 교아이 가쿠인 마에바시 국제대학 (共愛学園前橋国際大学)
- 기류 대학 (桐生大学)
- 군마 의료복지대학 (群馬医療福祉大学)
- 군마 파즈 대학 (群馬パース大学)
- 조부 대학 (上武大学)
- 다카사키 건강복지대학 (高崎健康福祉大学)
- 다카사키 상과대학 (高崎商科大学)
- 도쿄 복지대학 (東京福祉大学)
- 우라와 대학 (浦和大学)
- 교에이 대학 (共栄大学)
- 사이타마 의과대학 (埼玉医科大学)
- 사이타마 가쿠엔 대학 (埼玉学園大学)
- 사이타마 공업대학 (埼玉工業大学)
- 주몬지가쿠엔 여자대학 (十文字学園女子大学)
- 조사이 대학 (城西大学)
- 쇼비가쿠엔 대학 (尚美学園大学)
- 여자영양대학 (女子栄養大学)
- 스루가다이 대학 (駿河台大学)
- 세이가쿠인 대학 (聖学院大学)
- 세이부 분리 대학 (西武文理大学)
- 도쿄 국제대학 (東京国際大学)
- 도토 대학 (東都大学)
- 도호 음악대학 (東邦音楽大学)
- 돗쿄 대학 (獨協大学)
- 일본의료과학대학 (日本医療科学大学)
- 일본공업대학 (日本工業大学)
- 일본보건의료대학 (日本保健医療大学)
- 일본약과대학 (日本薬科大学)
- 인간종합과학대학 (人間総合科学大学)
- 분쿄 대학 (文教大学)
- 헤이세이 국제대학 (平成国際大学)
- 무사시노 가쿠인 대학 (武蔵野学院大学)
- 메이카이 대학 (明海大学)
- 모노쓰쿠리 대학 (ものつくり大学)
- 아이코쿠 가쿠엔 대학 (愛国学園大学)
- 우에쿠사 가쿠엔 대학 (植草学園大学)
- 에도가와 대학 (江戸川大学)
- 가이치 국제대학 (開智国際大学)
- 가메다 의료대학 (亀田医療大学)
- 가와무라 가쿠엔 여자대학 (川村学園女子大学)
- 간다 외어 대학 (神田外語大学)
- 게이아이 대학 (敬愛大学)
- 국제무도대학 (国際武道大学)
- 사니쿠 가쿠인 대학 (三育学院大学)
- 슈메이 대학 (秀明大学)
- 슈쿠토쿠 대학 (淑徳大学)
- 조사이 국제 대학 (城西国際大学)
- 세이토쿠 대학 (聖徳大学)
- 세이와 대학 (清和大学)
- 지바 과학대학 (千葉科学大学)
- 지바 게이자이 대학 (千葉経済大学)
- 지바 공업대학 (千葉工業大学)
- 지바 상과대학 (千葉商科大学)
- 주오 가쿠인 대학 (中央学院大学)
- 도쿄 기독교 대학 (東京基督教大学)
- 도쿄 정보대학 (東京情報大学)
- 방송대학 (放送大学)
- SBC 도쿄 의료대학 (SBC東京医療大学)
- 레이타쿠 대학 (麗澤大学)
- 와요 여자대학 (和洋女子大学)
- 아오야마 가쿠인 대학 (青山学院大学)
- 아시아 대학 (亜細亜大学)
- 아토미 학원 여자대학 (跡見学園女子大学)
- 오비린 대학 (桜美林大学)
- 오쓰마 여자대학 (大妻女子大学)
- 가에쓰 대학 (嘉悦大学)
- 가쿠슈인 대학 (学習院大学)
- 가쿠슈인 여자대학 (学習院女子大学)
- 기타사토 대학 (北里大学)
- 교리쓰 여자대학 (共立女子大学)
- 교린 대학 (杏林大学)
- 구니타치 음악대학 (国立音楽大学)
- 게이오기주쿠 대학 (慶應義塾大学)
- 고가쿠인 대학 (工学院大学)
- 고쿠가쿠인 대학 (國學院大學)
- 국제 기독교 대학 (国際基督教大学)
- 고쿠시칸 대학 (国士舘大学)
- 유아교육 호센 대학 (こども教育宝仙大学)
- 고마자와 대학 (駒澤大学)
- 고마자와 여자대학 (駒沢女子大学)
- 산업능률대학 (産業能率大学)
- 짓센 여자대학 (実践女子大学)
- 시바우라 공업대학 (芝浦工業大学)
- 준텐도 대학 (順天堂大学)
- 조치 대학 (上智大学)
- 쇼와 대학 (昭和大学)
- 쇼와 여자대학 (昭和女子大学)
- 쇼와 약과대학 (昭和薬科大学)
- 여자미술대학 (女子美術大学)
- 시라우메 가쿠엔 대학 (白梅学園大学)
- 시라유리 여자대학 (白百合女子大学)
- 스기노 복식대학 (杉野服飾大学)
- 세이케이 대학 (成蹊大学)
- 세이조 대학 (成城大学)
- 성심여자대학 (聖心女子大学)
- 세이센 여자대학 (清泉女子大学)
- 세이루카 국제대학 (聖路加国際大学)
- 센슈 대학 (専修大学)
- 소카 대학 (創価大学)
- 다이쇼 대학 (大正大学)
- 다이토 분카 대학 (大東文化大学)
- 다카치호 대학 (高千穂大学)
- 다쿠쇼쿠 대학 (拓殖大学)
- 다마 대학 (多摩大学)
- 다마가와 대학 (玉川大学)
- 다마 미술대학 (多摩美術大学)
- 주오 대학 (中央大学)
- 쓰다주쿠 대학 (津田塾大学)
- 데이쿄 대학 (帝京大学)
- 데이쿄 과학대학 (帝京科学大学)
- 데이쿄 헤이세이 대학 (帝京平成大学)
- 디지털 할리우드 대학 (デジタルハリウッド大学)
- 도카이 대학 (東海大学)
- 도쿄 아리아케 의료대학 (東京有明医療大学)
- 도쿄 의과대학 (東京医科大学)
- 도쿄 의료학원대학 (東京医療学院大学)
- 도쿄 의료보건대학 (東京医療保健大学)
- 도쿄 음악대학 (東京音楽大学)
- 도쿄 가세이 대학 (東京家政大学)
- 도쿄 가세이 가쿠인 대학 (東京家政学院大学)
- 도쿄 게이자이 대학 (東京経済大学)
- 도쿄 공업대학 (東京工科大学)
- 도쿄 공예대학 (東京工芸大学)
- 도쿄 치과대학 (東京歯科大学)
- 도쿄 지케이카이 의과대학 (東京慈恵会医科大学)
- 도쿄 준신 대학 (東京純心大学)
- 도쿄 여자대학 (東京女子大学)
- 도쿄 여자의과대학 (東京女子医科大学)
- 도쿄 여자체육대학 (東京女子体育大学)
- 도쿄 신학대학 (東京神学大学)
- 도쿄 세이에이 대학 (東京聖栄大学)
- 도쿄 세이토쿠 대학 (東京成徳大学)
- 도쿄 조케이 대학 (東京造形大学)
- 도쿄 통신대학 (東京通信大学)
- 도쿄 덴키 대학 (東京電機大学)
- 도쿄 도시대학 (東京都市大学)
- 도쿄 농공대학 (東京農業大学)
- 도쿄 후지 대학 (東京富士大学)
- 도쿄 미래대학 (東京未来大学)
- 도쿄 약과대학 (東京薬科大学)
- 도쿄 이과대학 (東京理科大学)
- 토호 대학 (東邦大学)
- 도호 가쿠엔 대학 (桐朋学園大学)
- 도요 대학 (東洋大学)
- 도요 가쿠엔 대학 (東洋学園大学)
- 니쇼가쿠샤 대학 (二松學舍大学)
- 니혼 대학 (日本大学)
- 일본 의과대학 (日本医科大学)
- 일본 치과대학 (日本歯科大学)
- 일본사회사업대학 (日本社会事業大学)
- 일본 수의생명과학대학 (日本獣医生命科学大学)
- 일본여자대학 (日本女子大学)
- 일본여자체육대학 (日本女子体育大学)
- 일본적십자간호대학 (日本赤十字看護大学)
- 일본 체육대학 (日本体育大学)
- 일본 분카 대학 (日本文化大学)
- 비즈니스 브레이크스루 대학 (ビジネス・ブレークスルー大学)
- 분카가쿠엔 대학 (文化学園大学)
- 분쿄가쿠인 대학 (文京学院大学)
- 호세이 대학 (法政大学)
- 호시 약과대학 (星薬科大学)
- 무사시 대학 (武蔵大学)
- 무사시노 대학 (武蔵野大学)
- 무사시노 음악대학 (武蔵野音楽大学)
- 무사시노 미술대학 (武蔵野美術大学)
- 메이지 대학 (明治大学)
- 메이지가쿠인 대학 (明治学院大学)
- 메이지 약과대학 (明治薬科大学)
- 메이세이 대학 (明星大学)
- 메지로 대학 (目白大学)
- 야마자키 동물간호대학 (ヤマザキ動物看護大学)
- 릿쿄 대학 (立教大学)
- 릿쇼 대학 (立正大学)
- 루터 학원 대학 (ルーテル学院大学)
- 와코 대학 (和光大学)
- 와세다 대학 (早稲田大学)
- 아자부 대학 (麻布大学)
- 가나가와 대학 (神奈川大学)
- 가나가와 공과대학 (神奈川工科大学)
- 가나가와 치과대학 (神奈川歯科大学)
- 가마쿠라 여자대학 (鎌倉女子大学)
- 간토 가쿠인 대학 (関東学院大学)
- 사가미 여자대학 (相模女子大学)
- 쇼인 대학 (松蔭大学)
- 쇼난 의료대학 (湘南医療大学)
- 쇼난 가마쿠라 의료대학 (湘南鎌倉医療大学)
- 쇼난 공과대학 (湘南工科大学)
- 쇼와 응악대학 (昭和音楽大学)
- 세인트 마리안나 의과대학 (聖マリアンナ医科大学)
- 세이사 대학 (星槎大学)
- 센조쿠 가쿠엔 음악대학 (洗足学園音楽大学)
- 쓰루미 대학 (鶴見大学)
- 덴엔초후 가쿠엔 대학 (田園調布学園大学)
- 도인 요코하마 대학 (桐蔭横浜大学)
- 도요 에이와 조가쿠인 대학 (東洋英和女学院大学)
- 일본 영화대학 (日本映画大学)
- 페리스 조가쿠인 대학 (フェリス女学院大学)
- 야시마 가쿠엔 대학 (八洲学園大学)
- 요코하마 상과대학 (横浜商科大学)
- 요코하마 소에이 대학 (横浜創英大学)
- 요코하마 미술대학 (横浜美術大学)
- 요코하마 약과대학 (横浜薬科大学)
- 건강과학대학 (健康科学大学)
- 미노부산 대학 (身延山大学)
- 야마나시 에이와 대학 (山梨英和大学)
- 야마나시 가쿠인 대학 (山梨学院大学)
- 시즈오카 에이와 가쿠인 대학 (静岡英和学院大学)
- 시즈오카 산업대학 (静岡産業大学)
- 시즈오카 복지대학 (静岡福祉大学)
- 시즈오카 이공과대학 (静岡理工科大学)
- 세이레이 크리스토퍼 대학 (聖隷クリストファー大学)
- 도코하 대학 (常葉大学)
- 하마마쓰 가쿠인 대학 (浜松学院大学)

## 주부
- 아이치 대학 (愛知大学)
- 아이치 의과대학 (愛知医科大学)
- 아이치 가쿠인 대학(愛知学院大学)
- 아이치 가쿠센 대학(愛知学泉大学)
- 아이치 공과대학 (愛知工科大学)
- 아이치 공업대학 (愛知工業大学)
- 아이치 산업대학 (愛知産業大学)
- 아이치 슈쿠토쿠 대학 (愛知淑徳大学)
- 아이치 토호 대학 (愛知東邦大学)
- 아이치 분쿄 대학 (愛知文教大学)
- 아이치 미즈호 대학 (愛知みずほ大学)
- 이치노미야 겐신 대학 (一宮研伸大学)
- 오카가쿠엔 대학 (桜花学園大学)
- 오카자키 여자대학 (岡崎女子大学)
- 긴조 가쿠인 대학 (金城学院大学)
- 시갓칸 대학 (至学館大学)
- 슈분 대학 (修文大学)
- 수기야마 조가쿠인 대학 (椙山女学園大学)
- 세이조 대학 (星城大学)
- 다이도 대학 (大同大学)
- 주쿄 대학 (中京大学)
- 주부 대학 (中部大学)
- 도카이 가쿠엔 대학 (東海学園大学)
- 도호 대학 (同朋大学)
- 토요타 공업대학 (豊田工業大学)
- 토요하시 창조대학 (豊橋創造大学)
- 나고야 음악대학 (名古屋音楽大学)
- 나고야 외국어 대학 (名古屋外国語大学)
- 나고야 가쿠인 대학 (名古屋学院大学)
- 나고야 학예 대학 (名古屋学芸大学)
- 나고야 경제대학 (名古屋経済大学)
- 나고야 예술대학 (名古屋芸術大学)
- 나고야 산업대학 (名古屋産業大学)
- 나고야 상과대학 (名古屋商科大学)
- 나고야 여자대학 (名古屋女子大学)
- 나고야 조형대학 (名古屋造形大学)
- 나고야 문리대학 (名古屋文理大学)
- 나고야 류조 여자대학 (名古屋柳城女子大学)
- 난잔 대학 (南山大学)
- 일본 적십자 토요타 간호대학 (日本赤十字豊田看護大学)
- 일본 복지대학 (日本福祉大学)
- 인경환경대학 (人間環境大学)
- 후지타 의과대학 (藤田医科大学)
- 메이조 대학 (名城大学)
- 사쿠 대학 (佐久大学)
- 세이센 조가쿠인 대학 (清泉女学院大学)
- 나고야 보건의료대학 (長野保健医療大学)
- 마쓰모토 대학 (松本大学)
- 마쓰모토 치과대학 (松本歯科大学)
- 마쓰모토 간호대학 (松本看護大学)
- 아사히 대학 (朝日大学)
- 기후 의료과학대학 (岐阜医療科学大学)
- 기후 교리쓰 대학 (岐阜協立大学)
- 기후 세이토쿠 가쿠엔 대학 (岐阜聖徳学園大学)
- 기후 여자대학 (岐阜女子大学)
- 기후 보건대학 (岐阜保健大学)
- 주쿄 가쿠인 대학 (中京学院大学)
- 주부 가쿠인 대학 (中部学院大学)
- 도카이 가쿠인 대학 (東海学院大学)
- 고갓칸 대학 (皇學館大学)
- 스즈카 의료과학대학 (鈴鹿医療科学大学)
- 스즈카 대학 (鈴鹿大学)
- 욧카이치 대학 (四日市大学)
- 욧카이치 간호의료대학 (四日市看護医療大学)

## 긴키
- 아이노 대학 (藍野大学)
- 오테몬 가쿠인 대학 (追手門学院大学)
- 오사카 아오야마 대학 (大阪青山大学)
- 오사카 의과약과대학 (大阪医科薬科大学)
- 오사카 오타니 대학 (大阪大谷大学)
- 오사카 음악대학 (大阪音楽大学)
- 오사카 가쿠인 대학 (大阪学院大学)
- 오사카 가와사키 재활 대학 (大阪河﨑リハビリテーション大学)
- 오사카 관광대학 (大阪観光大学)
- 오사카 경제대학 (大阪経済大学)
- 오사카 경제법과대학 (大阪経済法科大学)
- 오사카 예술대학 (大阪芸術大学)
- 오사카 공업대학 (大阪工業大学)
- 오사카 국제대학 (大阪国際大学)
- 오사카 산업대학 (大阪産業大学)
- 오사카 치과대학 (大阪歯科大学)
- 오사카 쇼인 여자대학 (大阪樟蔭女子大学)
- 오사카 상업대학 (大阪商業大学)
- 오사카 조가쿠인 대학 (大阪女学院大学)
- 오사카 신아이가쿠인 대학 (大阪信愛学院大学)
- 오사카 세이케이 대학 (大阪成蹊大学)
- 오사카 종합보육대학 (大阪総合保育大学)
- 오사카 체육대학 (大阪体育大学)
- 오사카 전기통신대학 (大阪電気通信大学)
- 오사카 인간과학대학 (大阪人間科学大学)
- 오사카 물료대학 (大阪物療大学)
- 오사카 보건의료대학 (大阪保健医療大学)
- 오사카 유키오카 의료대학 (大阪行岡医療大学)
- 간사이 대학 (関西大学)
- 간사이 의과대학 (関西医科大学)
- 간사이 의료대학 (関西医療大学)
- 간사이 외국어 대학 (関西外国語大学)
- 간사이 복지과학대학 (関西福祉科学大学)
- 긴키 대학 (近畿大学)
- 시조나와테 가쿠엔 대학 (四條畷学園大学)
- 시텐노지 대학 (四天王寺大学)
- 세쓰난 대학 (摂南大学)
- 센리 킨란 대학 (千里金蘭大学)
- 소아이 대학 (相愛大学)
- 타이세이 가쿠인 대학 (太成学院大学)
- 데즈카야마 가쿠인 대학 (帝塚山学院大学)
- 도키와카이 가쿠엔 대학 (常磐会学園大学)
- 바이카 여자대학 (梅花女子大学)
- 하고로모 국제대학 (羽衣国際大学)
- 한난 대학 (阪南大学)
- 히가시오사카 대학 (東大阪大学)
- 모모야마 가쿠인 대학 (桃山学院大学)
- 모모야마 가쿠인 교육대학 (桃山学院教育大学)
- 모리노미야 의료대학 (森ノ宮医療大学)
- 야마토 대학 (大和大学)
- 오타니 대학 (大谷大学)
- 교토 의료과학대학 (京都医療科学大学)
- 교토 외국어 대학 (京都外国語大学)
- 교토 카초 대학 (京都華頂大学)
- 교토 간호대학 (京都看護大学)
- 교토 고카 여자대학 (京都光華女子大学)
- 교토 산업대학 (京都産業大学)
- 교토 여자대학 (京都女子大学)
- 교토 세이카 대학 (京都精華大学)
- 교토 첨단과학대학 (京都先端科学大学)
- 교토 예술대학 (京都芸術大学)
- 교토 타치바나 대학 (京都橘大学)
- 교토 노트르담 여자대학 (京都ノートルダム女子大学)
- 교토 미술공예대학 (京都美術工芸大学)
- 교토 분쿄 대학 (京都文教大学)
- 교토 약과대학 (京都薬科大学)
- 사가 미술대학 (嵯峨美術大学)
- 슈치인 대학 (種智院大学)
- 도시샤 대학 (同志社大学)
- 도시샤 여자대학 (同志社女子大学)
- 하나조노 대학 (花園大学)
- 붓쿄 대학 (佛教大学)
- 헤이안 여학원 대학 (平安女学院大学)
- 메이지 국제의료대학 (明治国際医療大学)
- 리쓰메이칸 대학 (立命館大学)
- 류코쿠 대학 (龍谷大学)
- 아시야 대학 (芦屋大学)
- 오테마에 대학 (大手前大学)
- 간사이 간호의료대학 (関西看護医療大学)
- 간사이 국제대학 (関西国際大学)
- 간사이 복지대학 (関西福祉大学)
- 간세이 가쿠인 대학 (関西学院大学)
- 고시엔 대학 (甲子園大学)
- 고난 대학 (甲南大学)
- 고난 여자대학 (甲南女子大学)
- 고베 의료미래대학 (神戸医療未来大学)
- 고베 가쿠인 대학 (神戸学院大学)
- 고베 예술공과대학 (神戸芸術工科大学)
- 고베 국제대학 (神戸国際大学)
- 고베 쇼인 여자학원대학 (神戸松蔭女子学院大学)
- 고베 여학원대학 (神戸女学院大学)
- 고베 여자대학 (神戸女子大学)
- 고베 신와 대학 (神戸親和大学)
- 고베 토키와 대학 (神戸常盤大学)
- 고베 약과대학 (神戸薬科大学)
- 지케이 의료과학대학 (滋慶医療科学大学)
- 소노다 가쿠엔 여자대학 (園田学園女子大学)
- 다카라즈카 대학 (宝塚大学)
- 다카라즈카 의료대학 (宝塚医療大学)
- 히메지 대학 (姫路大学)
- 히메지 돗쿄 대학 (姫路獨協大学)
- 효고 대학 (兵庫大学)
- 효고 의과대학 (兵庫医科大学)
- 무코가와 여자대학 (武庫川女子大学)
- 유통과학대학 (流通科学大学)
- 세이안 조형대학 (成安造形大学)
- 세이센 대학 (聖泉大学)
- 나가하마 바이오 대학 (長浜バイオ大学)
- 비와코 가쿠인 대학 (びわこ学院大学)
- 비와코 세이케이 스포츠 대학 (びわこ成蹊スポーツ大学)
- 나라 대학 (奈良大学)
- 나라 가쿠엔 대학 (奈良学園大学)
- 기오 대학 (畿央大学)
- 데즈카야마 대학 (帝塚山大学)
- 덴리 대학 (天理大学)
- 고야산 대학 (高野山大学)
- 와카야마 신아이 대학 (和歌山信愛大学)

## 주고쿠
- 엘리자벳 음악대학 (エリザベト音楽大学)
- 일본 적십자 히로시마 간호대학 (日本赤十字広島看護大学)
- 히지야마 대학 (比治山大学)
- 히로시마 경제대학 (広島経済大学)
- 히로시마 공업대학 (広島工業大学)
- 히로시마 국제대학 (広島国際大学)
- 히로시마 슈도 대학 (広島修道大学)
- 히로시마 조가쿠인 대학 (広島女学院大学)
- 히로시마 도시학원대학 (広島都市学園大学)
- 히로시마 분카가쿠엔 대학 (広島文化学園大学)
- 히로시마 분쿄 대학 (広島文教大学)
- 후쿠야마 대학 (福山大学)
- 후쿠야마 헤이세이 대학 (福山平成大学)
- 야스다 여자대학 (安田女子大学)
- 돗토리 간호대학 (鳥取看護大学)
- 우베 프론티어 대학 (宇部フロンティア大学)
- 시세이칸 대학 (至誠館大学)
- 동아대학 (東亜大学)
- 바이카 가쿠인 대학 (梅光学院大学)
- 야마구치 가쿠게이 대학 (山口学芸大学)
- 오카야마 가쿠인 대학 (岡山学院大学)
- 오카야마 상과대학 (岡山商科大学)
- 오카야마 이과대학 (岡山理科大学)
- 가와사키 의과대학 (川崎医科大学)
- 가와사키 의료복지대학 (川崎医療福祉大学)
- 환태평양대학 (環太平洋大学)
- 키비국제대학 (吉備国際大学)
- 구라시키 예술과학대학 (倉敷芸術科学大学)
- 구라시키 사쿠요 대학 (くらしき作陽大学)
- 산요 가쿠엔 대학 (山陽学園大学)
- 슈지츠 대학 (就実大学)
- 주고쿠 가쿠엔 대학 (中国学園大学)
- 노트르담 세이신 여자대학 (ノートルダム清心女子大学)
- 미마사카 대학 (美作大学)

## 시코쿠
- 다카마쓰 대학 (高松大学)
- 시코쿠 가쿠인 대학 (四国学院大学)
- 시코쿠 대학 (四国大学)
- 도쿠시마 문리대학 (徳島文理大学)
- 고치 가쿠엔 대학 (高知学園大学)
- 마쓰야마 대학 (松山大学)
- 마쓰야마 시노노메 여자대학 (松山東雲女子大学)
- 세인트 캐서린 대학 (聖カタリナ大学)

## 규슈
- 후쿠오카 대학 (福岡大学)
- 후쿠오카 간호대학 (福岡看護大学)
- 후쿠오카 공업대학 (福岡工業大学)
- 후쿠오카 국제의료복지대학 (福岡国際医療福祉大学)
- 후쿠오카 치과대학 (福岡歯科大学)
- 후쿠오카 조가쿠인 대학 (福岡女学院大学)
- 후쿠오카 조가쿠인 간호대학 (福岡女学院看護大学)
- 규슈 영양복지대학 (九州栄養福祉大学)
- 규슈 교리쓰 대학 (九州共立大学)
- 규슈 국제대학 (九州国際大学)
- 규슈 산업대학 (九州産業大学)
- 규슈 정보대학 (九州情報大学)
- 규슈 여자대학 (九州女子大学)
- 구루메 대학 (久留米大学)
- 구루메 공업대학 (久留米工業大学)
- 사이버 대학 (サイバー大学)
- 산업치과대학 (産業医科大学)
- 준신 학원대학 (純真学園大学)
- 세이난 가쿠인 대학 (西南学院大学)
- 세이난 조가쿠인 대학 (西南女学院大学)
- 세인트 마리아 학원 대학 (聖マリア学院大学)
- 다이이치 약과대학 (第一薬科大学)
- 지쿠시 조가쿠엔 대학 (筑紫女学園大学)
- 나카무라 가쿠엔 대학 (中村学園大学)
- 서일본공업대학 (西日本工業大学)
- 일본경제대학 (日本経済大学)
- 일본적십자 규슈 국제간호대학 (日本赤十字九州国際看護大学)
- 니시큐슈 대학 (西九州大学)
- 갓스이 여자대학 (活水女子大学)
- 진제이 학원대학 (鎮西学院大学)
- 나가사키 외국어 대학 (長崎外国語大学)
- 나가사키 국제대학 (長崎国際大学)
- 나가사키 준신 대학 (長崎純心大学)
- 나가사키 종합과학 대학 (長崎総合科学大学)
- 규슈 간호복지대학 (九州看護福祉大学)
- 규슈 루터학원 대학 (九州ルーテル学院大学)
- 구마모토 가쿠엔 대학 (熊本学園大学)
- 구마모토 보건과학대학 (熊本保健科学大学)
- 쇼케이 대학 (尚絅大学)
- 소조 대학 (崇城大学)
- 헤이세이 음악대학 (平成音楽大学)
- 일본 문리대학 (日本文理大学)
- 벳푸 대학 (別府大学)
- 리쓰메이칸 아시아 태평양 대학 (立命館アジア太平洋大学)
- 규슈 보건복지대학 (九州保健福祉大学)
- 미나미큐슈 대학 (南九州大学)
- 미야자키 국제대학 (宮崎国際大学)
- 미야자키 산업경영대학 (宮崎産業経営大学)
- 가고시마 국제대학 (鹿児島国際大学)
- 가고시마 준신 대학 (鹿児島純心大学)
- 시가쿠칸 대학 (志學館大学)
- 다이이치 공과대학 (第一工科大学)

## 오키나와
- 오키나와 대학 (沖縄大学)
- 오키나와 기독교학원 대학 (沖縄キリスト教学院大学)
- 오키나와 국제대학 (沖縄国際大学)

## 단기대학

### 홋카이도
- 오비히로 오타니 단기대학 (帯広大谷短期大学)
- 구시로 단기대학 (釧路短期大学)
- 고엔가쿠엔 여자단기대학 (光塩学園女子短期大学)
- 고쿠가쿠인 대학 홋카이도 단기대학부 (國學院大學北海道短期大学部)
- 삿포로 오타니 대학 단기대학부 (札幌大谷大学短期大学部)
- 삿포로 국제대학 단기대학부 (札幌国際大学短期大学部)
- 다쿠쇼쿠 대학 홋카이도 단기대학부 (拓殖大学北海道短期大学)
- 하코다테 단기대학 (函館短期大学)
- 하코다테 오타니 단기대학 (函館大谷短期大学)
- 호쿠쇼 대학 단기대학부 (北翔大学短期大学部)
- 호쿠세이가쿠엔 대학 단기대학부 (北星学園大学短期大学部)
- 홋카이도 무사시 여자단기대학 (北海道武蔵女子短期大学)

### 도호쿠
- 아오모리 아케노호시 단기대학 (青森明の星短期大学)
- 아오모리 추오 단기대학 (青森中央短期大学)
- 시바타 가쿠엔 대학 단기대학부(柴田学園大学短期大学部)
- 하치노헤 가쿠인 대학 단기대학부 (八戸学院大学短期大学部)
- 히로사키 의료복지대학 단기대학부 (弘前医療福祉大学短期大学部)
- 슈코 단기대학 (修紅短期大学)
- 모리오카 대학 단기대학부 (盛岡大学短期大学部)
- 세이와 가쿠엔 단기대학 (聖和学園短期大学)
- 센다이 세이요 가쿠인 단기대학 (仙台青葉学院短期大学)
- 센다이 아카몬 단기대학 (仙台赤門短期大学)
- 도호쿠 생활문화대학 단기대학부 (東北生活文化大学短期大学部)
- 미야기 세이신 단기대학 (宮城誠真短期大学)
- 아키타 영양단기대학 (秋田栄養短期大学)
- 세이레이 여자단기대학 (聖霊女子短期大学)
- 일본 적십자 아키타 단기대학 (日本赤十字秋田短期大学)
- 미소노 가쿠엔 단기대학 (聖園学園短期大学)
- 우요 가쿠엔 단기대학 (羽陽学園短期大学)
- 도호쿠 문교대학 단기대학부 (東北文教大学短期大学部)
- 이와키 단기대학 (いわき短期大学)
- 고리야마 여자대학 단기대학부 (郡山女子大学短期大学部)
- 사쿠라노세이보 단기대학 (桜の聖母短期大学)
- 후쿠시마 가쿠인 대학 단기대학부 (福島学院大学短期大学部)

### 간토
- 이바라키 여자단기대학 (茨城女子短期大学)
- 쓰쿠바 국제단기대학 (つくば国際短期大学)
- 도키와 단기대학 (常磐短期大学)
- 아시카가 단기대학 (足利短期大学)
- 우쓰노미야 단기대학 (宇都宮短期大学)
- 고쿠가쿠인 대학 도치기 단기대학 (國學院大學栃木短期大学)
- 사쿠신가쿠인 대학 여자단기대학부 (作新学院大学女子短期大学部)
- 사노 일본대학 단기대학 (佐野日本大学短期大学)
- 이쿠에이 단기대학 (育英短期大学)
- 기류 대학 단기대학부 (桐生大学短期大学部)
- 군마 의료복지대학 단기대학부 (群馬医療福祉大学短期大学部)
- 다카사키 상과대학 단기대학부 (高崎商科大学短期大学部)
- 도쿄 복지대학 단기대학부 (東京福祉大学短期大学部)
- 니지마 가쿠엔 단기대학 (新島学園短期大学)
- 교아이가쿠엔 마에바시 국제대학 단기대학부 (共愛学園前橋国際大学短期大学部)
- 아키쿠사 가쿠엔 단기대학 (秋草学園短期大学)
- 가와구치 단기대학 (川口短期大学)
- 고구사이가쿠인 사이타마 단기대학 (国際学院埼玉短期大学)
- 사이타마 의과대학 단기대학 (埼玉医科大学短期大学)
- 사이타마 준신 단기대학 (埼玉純真短期大学)
- 사이타마 여자단기대학 (埼玉女子短期大学)
- 사이타마 토호 단기대학 (埼玉東萌短期大学)
- 조사이 단기대학 (城西短期大学)
- 무사시가오카 단기대학 (武蔵丘短期大学)
- 무사시노 단기대학 (武蔵野短期大学)
- 야마무라 가쿠엔 단기대학 (山村学園短期大学)
- 우에쿠사 가쿠엔 단기대학 (植草学園短期大学)
- 쇼와 가쿠인 단기대학 (昭和学院短期大学)
- 세이토쿠 대학 단기대학부 (聖徳大学短期大学部)
- 세이와 대학 단기대학부 (清和大学短期大学部)
- 게이아이 단기대학 (敬愛短期大学)
- 지바 경제대학 단기대학부 (千葉経済大学短期大学部)
- 지바 메이토쿠 단기대학 (千葉明徳短期大学)
- 도쿄 경영 단기대학 (東京経営短期大学)
- 아이코쿠 가쿠엔 단기대학 (愛国学園短期大学)
- 아리아케교육 예술 단기대학 (有明教育芸術短期大学)
- 우에노 가쿠엔 단기대학 (上野学園短期大学)
- 오쓰마 여자대학 단기대학부 (大妻女子大学短期大学部)
- 교리쓰 여자단기대학 (共立女子短期大学)
- 고쿠사이 단기대학 (国際短期大学)
- 고마자와 여자단기대학 (駒沢女子短期大学)
- 지유가오카 산능 단기대학 (自由が丘産能短期大学)
- 슈쿠토쿠 대학 단기대학부 (淑徳大学短期大学部)
- 여자영양대학단기대학부 (女子栄養大学短期大学部)
- 여자미술대학단기대학부 (女子美術大学短期大学部)
- 시라우메 가쿠엔 단기대학 (白梅学園短期大学)
- 센비 가쿠엔 단기대학 (星美学園短期大学)
- 소카 여자단기대학 (創価女子短期大学)
- 펠리시아 어린이 단기대학 (フェリシアこども短期大学)
- 데이쿄 단기대학 (帝京短期大学)
- 데이쿄 대학 단기대학 (帝京大学短期大学)
- 대이세이 가쿠엔 단기대학 (貞静学園短期大学)
- 도이타 여자단기대학 (戸板女子短期大学)
- 도쿄 가정대학 단기대학부 (東京家政大学短期大学部)
- 도쿄 교통 단기대학 (東京交通短期大学)
- 도쿄 치과대학 단기대학 (東京歯科大学短期大学)
- 도쿄 여자체육 단기대학 (東京女子体育短期大学)
- 도쿄 세이토쿠 단기대학 (東京成徳短期大学)
- 도쿄 릿쇼 단기대학 (東京立正短期大学)
- 도호 음악 단기대학 (東邦音楽短期大学)
- 토호 가쿠엔 예술단기대학 (桐朋学園芸術短期大学)
- 니토베 문화단기대학 (新渡戸文化短期大学)
- 일본치과대학 도쿄 단기대학 (日本歯科大学東京短期大学)
- 니혼 대학 단기대학부 (日本大学短期大学部)
- 메지로 대학 단기대학부 (目白大学短期大学部)
- 야마노 미용예술단기대학 (山野美容芸術短期大学)
- 이즈미 단기대학 (和泉短期大学)
- 오다와라 단기대학 (小田原短期大学)
- 가나가와 치과대학 단기대학부 (神奈川歯科大学短期大学部)
- 가마쿠라 여자대학 단기대학부 (鎌倉女子大学短期大学部)
- 사가미 여자대학 단기대학부 (相模女子大学短期大学部)
- 조치 대학 단기대학부 (上智大学短期大学部)
- 쇼호쿠 단기대학 (湘北短期大学)
- 쇼와 음악 단기대학부 (昭和音楽大学短期大学部)
- 센조쿠 어린이 단기대학 (洗足こども短期大学)
- 쓰루미 대학 단기대학부 (鶴見大学短期大学部)
- 요코하마 여자단기대학 (横浜女子短期大学)

### 주부
- 니이가타 공업단기대학 (新潟工業短期大学)
- 니이가타 세이료 대학 단기대학부 (新潟青陵大学短期大学部)
- 니이가타 추오 단기대학 (新潟中央短期大学)
- 일본치과대학 니이가타 단기대학 (日本歯科大学新潟短期大学)
- 메이린 단기대학 (明倫短期大学)
- 데이쿄 가쿠엔 단기대학 (帝京学園短期大学)
- 야마나시 가쿠인 단기대학 (山梨学院短期大学)
- 이이다 단기대학 (飯田短期大学)
- 우에다 여자단기대학 (上田女子短期大学)
- 사쿠 대학 신슈 단기대학부 (佐久大学信州短期大学部)
- 신슈 호난 단기대학 (信州豊南短期大学)
- 세이센 조가쿠인 단기대학 (清泉女学院短期大学)
- 나가노 단기대학 (長野短期大学)
- 마쓰모토 대학 마쓰쇼 단기대학부 (松本大学松商短期大学部)
- 마쓰모토 단기대학 (松本短期大学)
- 도야마 단기대학 (富山短期大学)
- 도야마 복지단기대학 (富山福祉短期大学)
- 가나자와 가쿠인 단기대학 (金沢学院短期大学)
- 긴조 대학 단기대학부 (金城大学短期大学部)
- 가나자와 세이료 여자단기대학부 (金沢星稜大学女子短期大学部)
- 호쿠리쿠 가쿠인 대학 단기대학부 (北陸学院大学短期大学部)
- 진아이 여자단기대학 (仁愛女子短期大学)
- 오가키 여자단기대학 (大垣女子短期大学)
- 기후 쇼토쿠 가쿠엔 대학 단기대학부 (岐阜聖徳学園大学短期大学部)
- 쇼겐 단기대학 (正眼短期大学)
- 다카야마 자동차 단기대학 (高山自動車短期大学)
- 주쿄 가쿠인 대학 단기대학부 (中京学院大学短期大学部)
- 주부 가쿠인 대학 단기대학부 (中部学院大学短期大学部)
- 도카이 가쿠인 대학 단기대학부 (東海学院大学短期大学部)
- 중일본자동차단기대학 (中日本自動車短期大学)
- 헤이세이 의료단기대학 (平成医療短期大学)
- 시즈오카 에이와 가쿠인 대학 단기대학부 (静岡英和学院大学短期大学部)
- 도요하 대학 단기대학부 (常葉大学短期大学部)
- 하마마쓰 가쿠인 대학 단기대학부 (浜松学院大学短期大学部)
- 아이치 의료학원 단기대학 (愛知医療学院短期大学)
- 아이치 가쿠인 대학 단기대학부 (愛知学院大学短期大学部)
- 아이치 가쿠센 단기대학 (愛知学泉短期大学)
- 아이치 공과대학 자동차 단기대학 (愛知工科大学自動車短期大学)
- 아이치 산업대학 단기대학 (愛知産業大学短期大学)
- 아이치 대학 단기대학부 (愛知大学短期大学部)
- 아이치 분쿄 여자단기대학 (愛知文教女子短期大学)
- 아이치 미즈호 대학 단기대학 (愛知みずほ大学短期大学)
- 슈분 대학 단기대학부 (修文大学短期大学部)
- 오카자키 여자단기대학 (岡崎女子短期大学)
- 시갓칸 대학 단기대학부 (至学館大学短期大学部)
- 도요하시 소조 대학 단기대학부 (豊橋創造大学短期大学部)
- 나고야 학예대학 단기대학부 (名古屋学芸大学短期大学部)
- 나고야 경영 단기대학 (名古屋経営短期大学)
- 나고야 여자대학 단기대학부 (名古屋女子大学短期大学部)
- 나고야 단기대학 (名古屋短期大学)
- 나고야 문화대학 단기대학 (名古屋文化短期大学)
- 나고야 문리대학 단기대학부 (名古屋文理大学短期大学部)
- 나고야 류조 단기대학 (名古屋柳城短期大学)
- 휴매니텍 단기대학 (ユマニテク短期大学)

### 긴키
- 스즈카 대학 단기대학부 (鈴鹿大学短期大学部)
- 다카다 단기대학 (高田短期大学)
- 시가 단기대학 (滋賀短期大学)
- 시가 문교 단기대학 (滋賀文教短期大学)
- 비와코 가쿠인 대학 단기대학부 (びわこ学院大学短期大学部)
- 이케노보 단기대학 (池坊短期大学)
- 오타니 대학 단기대학부 (大谷大学短期大学部)
- 가초 단기대학 (華頂短期大学)
- 교토 외국어 단기대학 (京都外国語短期大学)
- 교토 경제 단기대학 (京都経済短期大学)
- 교토 코카 여자대학 단기대학부 (京都光華女子大学短期大学部)
- 교토 세이잔 단기대학 (京都西山短期大学)
- 세이비 대학 단기대학부 (成美大学短期大学部)
- 교토 문교 단기대학 (京都文教短期大学)
- 사가 미술단기대학 (嵯峨美術短期大学)
- 류코쿠 대학 단기대학부 (龍谷大学短期大学部)
- 아이노 대학 단기대학부 (藍野大学短期大学部)
- 오사카 아오야마 대학 단기대학부 (大阪青山大学短期大学部)
- 오사카 음악대학 단기대학부 (大阪音楽大学短期大学部)
- 오사카 가쿠인 대학 단기대학부 (大阪学院大学短期大学部)
- 오사카 기독교대학 단기대학 (大阪キリスト教短期大学)
- 오사카 예술대학 단기대학부 (大阪芸術大学短期大学部)
- 오사카 건강복지 단기대학 (大阪健康福祉短期大学)
- 오사카 국제대학 단기대학부 (大阪国際大学短期大学部)
- 오사카 조난 여자단기대학 (大阪城南女子短期大学)
- 오사카 조가쿠인 단기대학 (大阪女学院短期大学)
- 오사카 신아이 학원 단기대학 (大阪信愛学院短期大学)
- 오사카 세이케이 단기대학 (大阪成蹊短期大学)
- 오사카 지요다 단기대학 (大阪千代田短期大学)
- 오사카 유히가오카가쿠엔 단기대학 (大阪夕陽丘学園短期大学)
- 간사이 외국어 대학 단기대학부 (関西外国語大学短期大学部)
- 간사이 여자단기대학 (関西女子短期大学)
- 긴키 대학 단기대학부 (近畿大学短期大学部)
- 사카이 여자단기대학 (堺女子短期大学)
- 시조나와테 가쿠엔 단기대학 (四條畷学園短期大学)
- 시텐노지 대학 단기대학부 (四天王寺大学短期大学部)
- 도키와카이 단기대학 (常磐会短期大学)
- 히가시오사카 대학 단기대학부 (東大阪大学短期大学部)
- 오테마에 단기대학 (大手前短期大学)
- 고시엔 단기대학 (甲子園短期大学)
- 고베 교육단기대학 (神戸教育短期大学)
- 고베 여자단기대학 (神戸女子短期大学)
- 고베 토키와 대학 단기대학부 (神戸常盤大学短期大学部)
- 산업기술단기대학 (産業技術短期大学)
- 쇼에이 단기대학 (頌栄短期大学)
- 간사이 가쿠인 단기대학 (関西学院短期大学)
- 소노다 학원 여자대학 단기대학부 (園田学園女子大学短期大学部)
- 도요 식품공업 단기대학 (東洋食品工業短期大学)
- 도요오카 단기대학 (豊岡短期大学)
- 히메지 히노모토 단기대학 (姫路日ノ本短期大学)
- 효고 대학 단기대학부 (兵庫大学短期大学部)
- 미나토가와 단기대학 (湊川短期大学)
- 무코가와 여자대학 단기대학부 (武庫川女子大学短期大学部)
- 나라 예술단기대학 (奈良芸術短期大学)
- 나라 사호 단기대학 (奈良佐保短期大学)
- 야마토 대학 하쿠호 단기대학부 (大和大学白鳳短期大学部)
- 와카야마 신아이 여자단기대학 (和歌山信愛女子短期大学)

### 주고쿠
- 돗토리 단기대학 (鳥取短期大学)
- 오카야마 단기대학 (岡山短期大学)
- 가와사키 의료단기대학 (川崎医療短期大学)
- 사쿠요 단기대학 (作陽短期大学)
- 산요 가쿠엔 단기대학 (山陽学園短期大学)
- 슈지쓰 단기대학 (就実短期大学)
- 주고쿠 단기대학 (中国短期大学)
- 미마사카 대학 단기대학부 (美作大学短期大学部)
- 산요 여자단기대학 (山陽女子短期大学)
- 스즈가미네 여자단기대학 (鈴峯女子短期大学)
- 히지야마 대학 단기대학부 (比治山大学短期大学部)
- 히로시마 국제학원 자동차 단기대학부 (広島国際学院大学自動車短期大学部)
- 히로시마 문화학원 단기대학 (広島文化学園短期大学)
- 야스다 여자단기대학 (安田女子短期大学)
- 이와쿠니 단기대학 (岩国短期大学)
- 우베 프론티어 대학 단기대학부 (宇部フロンティア大学短期大学部)
- 시모노세키 단기대학 (下関短期大学)
- 야마구치 예술단기대학 (山口芸術短期大学)
- 야마구치 단기대학 (山口短期大学)

### 시코쿠
- 시코쿠 대학 단기대학부 (四国大学短期大学部)
- 도쿠시마 공업단기대학 (徳島工業短期大学)
- 도쿠시마 문리 대학 단기대학부 (徳島文理大学短期大学部)
- 가가와 단기대학 (香川短期大学)
- 다카마쓰 단기대학 (高松短期大学)
- 이마바리 메이토쿠 단기대학 (今治明徳短期大学)
- 환태평양대학단기대학부 (環太平洋大学短期大学部)
- 세인트 카탈리나 대학 단기대학부 (聖カタリナ大学短期大学部)
- 마쓰야마 시노노메 단기대학 (松山東雲短期大学)
- 마쓰야마 단기대학 (松山短期大学)
- 고치 가쿠엔 단기대학 (高知学園短期大学)

### 규슈
- 오리오 아이신 단기대학 (折尾愛真短期大学)
- 규슈 오타니 단기대학 (九州大谷短期大学)
- 규슈 여자단기대학 (九州女子短期大学)
- 규슈 산업대학 조형 단기대학부 (九州産業大学造形短期大学部)
- 긴키 대학 규슈 단기대학 (近畿大学九州短期大学)
- 고란 여자단기대학 (香蘭女子短期大学)
- 준신 단기대학 (純真短期大学)
- 세이카 여자단기대학 (精華女子短期大学)
- 세이난 조가쿠인 대학 단기대학부 (西南女学院大学短期大学部)
- 나카무라 가쿠엔 대학 단기대학부 (中村学園大学短期大学部)
- 서일본단기대학 (西日本短期大学)
- 히가시치쿠시 단기대학 (東筑紫短期大学)
- 후쿠오카 의료단기대학 (福岡医療短期大学)
- 후쿠오카 공업대학 단기대학부 (福岡工業大学短期大学部)
- 후쿠오카 어린이 단기대학 (福岡こども短期大学)
- 후쿠오카 조가쿠인 대학 단기대학부 (福岡女学院大学短期大学部)
- 후쿠오카 여자단기대학 (福岡女子短期大学)
- 규슈 류코쿠 단기대학 (九州龍谷短期大学)
- 사가 여자단기대학 (佐賀女子短期大学)
- 니시큐슈 대학 단기대학부 (西九州大学短期大学部)
- 나가사키 여자단기대학 (長崎女子短期大学)
- 나가사키 단기대학 (長崎短期大学)
- 쇼케이 대학 단기대학부 (尚絅大学短期大学部)
- 니시큐슈 대학 단기대학 (中九州短期大学)
- 오이타 단기대학 (大分短期大学)
- 히가시큐슈 대학 단기대학 (東九州短期大学)
- 벳푸 대학 단기대학부 (別府大学短期大学部)
- 벳푸 미조베가쿠엔 단기대학 (別府溝部学園短期大学)
- 미나미큐슈 대학 단기대학부 (南九州大学短期大学部)
- 미야자키 가쿠엔 단기대학 (宮崎学園短期大学)
- 가고시마 순심 여자단기대학 (鹿児島純心女子短期大学)
- 가고시마 여자단기대학 (鹿児島女子短期大学)
- 다이이치 유아교육 단기대학 (第一幼児教育短期大学)

### 오키나와
- 오키나와 기독교 단기대학 (沖縄キリスト教短期大学)
- 오키나와 여자단기대학 (沖縄女子短期大学)

## 대학원대학
- SBI 대학원대학 (SBI大学院大学)
- 오하라 대학원대학 (大原大学院大学)
- 글로비스 경영 대학원대학 (グロービス経営大学院大学)
- 국제불교학대학원대학 (国際仏教学大学院大学)
- 사업구상대학원대학 (事業構想大学院大学)
- 사회구상대학원대학 (社会構想大学院大学)
- 할리우드 대학원대학 (ハリウッド大学院大学)
- 문화패션대학원대학 (文化ファッション大学院大学)
- LEC 도쿄 리갈 마인드 대학원대학 (LEC東京リーガルマインド大学院大学)
- 정보보안대학원대학 (情報セキュリティ大学院大学)
- 고쿠사이 대학 (国際大学)
- 사업창조대학원대학 (事業創造大学院大学)
- 나이가타 재활대학 (新潟リハビリテーション大学)
- 토호 가쿠인 대학원대학 (桐朋学園大学院大学)
- 광산업창성대학원대학 (光産業創成大学院大学)
- 교토 정보대학원대학 (京都情報大学院大学)
- 고베 정보대학원대학 (神戸情報大学院大学)
- 오키나와 과학기술 대학원대학 (沖縄科学技術大学院大学)

## 전문직대학
- R 의료 전문직대학 (アール医療専門職大学)
- 오사카 국제공과 전문직대학 (大阪国際工科専門職大学)
- 오카야마 의료 전문직대학 (岡山医療専門職大学)
- 카이시 전문직대학 (開志専門職大学)
- 가나자와 음식경영 전문직대학 (かなざわ食マネジメント専門職大学)
- 글로벌 Biz 전문직대학 (グローバルBiz専門職大学)
- 고치 재활 전문직대학 (高知リハビリテーション専門職大学)
- 국제패션전문직대학 (国際ファッション専門職大学)
- 정보경영이노베이션전문직대학 (情報経営イノベーション専門職大学)
- 전동 이동성 시스템 전문직대학 (電動モビリティシステム専門職大学)
- 도쿄 국제공과 전문직대학 (東京国際工科専門職大学)
- 도쿄 정보 디자인 전문직대학 (東京情報デザイン専門職大学)
- 도쿄 보건의료 전문직대학 (東京保健医療専門職大学)
- 나고야 국제공과 전문직대학 (名古屋国際工科専門職大学)
- 뷰티 & 웰니스 전문직대학 (ビューティ&ウェルネス専門職大学)
- 비와코 재활 전문직대학 (びわこリハビリテーション専門職大学)
- 와카야마 재활 전문직대학 (和歌山リハビリテーション専門職大学]]

## 전문직단기대학
- 세토우치 관광 전문직단기대학 (せとうち観光専門職短期大学)
- 야마자키 동물간호 전문직단기대학 (ヤマザキ動物看護専門職短期大学)

## 같이 보기
- 일본의 대학 목록
- 일본의 국립 대학 목록
- 일본의 공립 대학 목록